# Скіфська кераміка
Скіфська кераміка — комплекс керамічного посуду, знайденого при розкопках археологічних пам'яток (поховань, поселень, городищ) на території Скіфії. Посідає значне місце серед артефактів різних регіонів. Посуд використовували у побуті та релігійних церемоніях.

## Історія дослідження
Дослідження скіфської кераміки науковці здійснювали ще на початку ХХ ст. Серед археологів, хто вперше зробив аналіз скіфської кераміки, слід виділити російський вченого В. Городцова: у 1911 р. він розглянув матеріали Більського городищаi. Перша ж спеціалізована праця, присвячена суто ліпному посуду скіфського часу, вийшла в 1929 р. за авторством О. Потапова, який, вивчаючи кераміку, спирався на дослідження В. Городцова знахідок на Більському городищі. Після тривалої перерви, вже з 1950-х рр. дослідження скіфської кераміки, серед інших, за матеріалами Більського та Басівського городищ проводили Б. Шрамко, В. Іллінська, Г. Ковпаненко та ін. У пострадянський час значно зросло число наукових праць, присвячених вивченню скіфської кераміки, яка походить з окремих пам'яток та регіонів. Основними напрямками таких досліджень є: реконструкція технологічних прийомів виготовлення (конструювання, сушіння, випал), петрографічний аналіз, морфологічна класифікація.

## Поширення
Посуд є одним з етнолокальних маркерів. За формами, декором, застосуванням у побуті та релігійних практиках виділяють різні регіони поширення керамічного посуду на землях Скіфії. Кераміка Степу, з огляду на етнічну неоднорідність даного регіону, представлена трьома, тісно пов'язаними між собою, керамічними традиціями: скіфів-землеробів, котрі жили на лівому березі Дніпра, гето-фракійських племен правого берега, а також еллінів з причорноморських полісівii.
Особливістю кераміки Правобережжя Лісостепу були її архаїчні форми посуду: миски, кубки, черпаки, корчаги, які залишалися незмінними з доскіфського часу чорноліської культуриiii.
Кераміка Лівобережжя Лісостепу також була досить неоднорідна. До прикладу, посуд басейну р. Ворскли пов'язаний з Правобережним Лісостепом, щоправда, видається більш примітивним і з часом занепадає, поступаючись місцевим локальним варіантамiv. В той же час, кераміка Посулля, так само як і кераміка Сіверського Дінця пов'язана зі Степом і, на думку дослідників, бере початок у зрубній культурі доби бронзиv.

## Опис
Керамічний посуд знайдено на городищах та в похованнях. На відміну від сусідніх грецьких полісів, де широко застосовували гончарне коло, керамічний посуд скіфських майстрів був ліпним. Його виготовляли, застосовуючи прийоми накладання джутів та стрічок. Характерними ознаками (а також відмінностями від грецького) є формувальна маса: крім глини, вона включала крупнозернистий пісок, шамот і жорствуvi. Випалювання посуду проводили здебільшого на відкритих вогнищах.
Особливістю скіфського посуду є орнаментація у вигляді скісних нігтьових насічок та пальцевих защипів. Окрім того, скіфський ліпний посуд має характерні форми: пряму горловину, слабкий профіль горщиків. В пізньоскіфський час грецька та скіфська традиції виготовлення керамічного посуду зливаються і виникає посуд з ручкамиvii. При цьому грецька ліпна кераміка не існувала осторонь від Скіфії. У скіфських похованнях серед зразків власне скіфської кераміки зустрічаються також еллінські вироби: горщики з дугастою в перетині шийкою та горловиною у вигляді розтруба. Попри те, що вони не є скіфськими за походженням, деякі дослідники все ж відносять їх до скіфської групи пам'ятокviii. Подібні знахідки є важливим елементом при датуванні пам'ятки. Тісно пов'язана зі скіфською керамікою Степу фракійська. За доби архаїки вона була представлена банкоподібним посудом двох видів — із загнутими вінцями та з виділеною шийкою. Такий посуд мав орнамент у вигляді пальцевих вдавлень та наліпних валиків, часом з фігурними наліпамиix, а також ретельно оброблену зовнішню поверхню. З часом до них додаються горщики з короткою шийкою та високим горловинним розтрубом і миски зрізано-конічної форми, подекуди з ручками або невисокою ніжкоюx. Відмінність скіфської кераміки Правобережного Лісостепу від кераміки чорноліської культури полягає у декорі — орнаментальний пояс переносено з плечиків на середину корпусу, зникли звисаючі заштриховані трикутникиxi.

## Типологія
За матеріалами Більського городища, О. Могилов виділив такі типи скіфського керамічного посуду: горщики, які є найчисельнішими і в свою чергу поділяються на чотири види: горщики із защипами та нігтьовими вдавленнями по вінцях і проколами під ними; горщики із защипами та нігтьовими вдавленнями по вінцях; горщики з проколами під вінцями; горщики із валиком та защипами під вінцями і пролами нижче; горщики з наліпним валиком із защипами під вінцями; корчаги (масивні чорнолисковані та з червоною канельованою поверхнею, які зустрічаються ще в перед скіфський час), миски з вінцями загнутими до середини та зрізаним верхом або Т-подібним верхом з насічкою, черпаки, круглодонні кубки, амфори, імпортовані з грецьких міст.xii